# Sportpark Stange

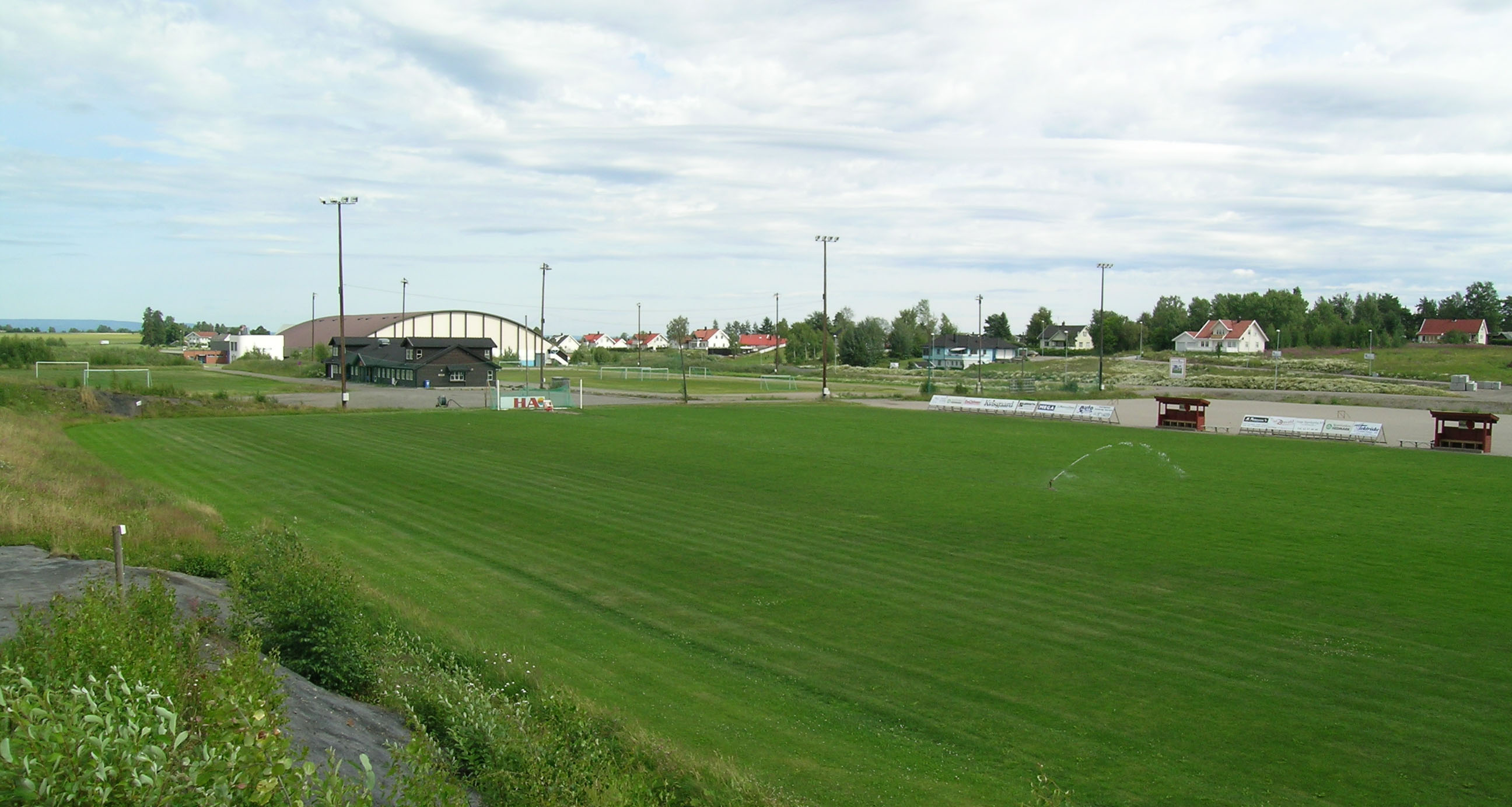
Het openluchtdeel van het sportpark van Stange in 2006.

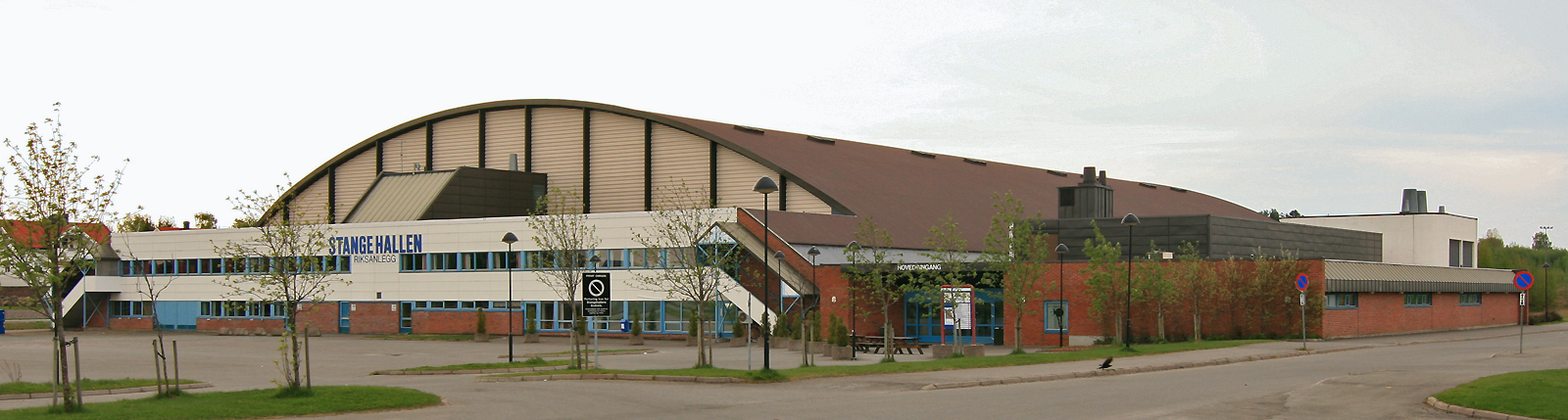
De sporthal.

Het sportpark Stange (Noors: Idrettspark Stange) is een sportpark in Stange in de provincie Innlandet in het oosten van Noorwegen, en de thuisbasis van sportclub Strange (Strange Sportsklubb), die zich richt op vele sporten, waaronder voetbal, zwemmen, schaatsen, fitness en sporten voor kinderen. Op het buitenterrein ligt een voetbalveld dat in de winter ondergespoten wordt en dan een ijsbaan wordt. Op het terrein staat ook een grote sporthal: Stangehallen Riksanlegg AS. Het park is geopend in 1932 en bevindt zich op 221 meter boven zeeniveau.

## Sporthal
De sporthal is in totaal 12.000 m² groot, en omvat 5.000 m² sportvloeren. De hal wordt niet alleen gebruikt voor allerlei sportevenementen zoals handbal, volleybal, tennis, atletiek en baanwielrennen, maar ook voor beurzen, concerten en congressen.

## Voetbal
Voetbal wordt gespeeld in de 4e divisie. Er zijn 1700 toeschouwersplaatsen.
Op 10 mei 2006 werd gewonnen van Vålerenga IF in de eerste ronde van de Noorse voetbalbeker.

## Schaatsen
De ijsbaan is een buitenbaan met een lengte van 400 meter. Er zijn op deze ijsbaan verschillende Noorse kampioenschappen georganiseerd.

### Nationale kampioenschappen
- 1979 - NK allround vrouwen

### Voetbal
- (no)  Stange Sportsklubb fotball[dode link]

### Schaatsen
- (en)  Idrettspark Stange speedskatingnews.info

### Zaalsporten
- (no)  Stangehallen

Niet-erkende ijsbanen